# Tatoi
Tatoi (en griego, Τατόι) es una antigua finca real a unos veinte kilómetros al norte de Atenas, en Grecia.
La propiedad fue adquirida por el rey Jorge I en 1872, y allí construyó una explotación agrícola y ganadera así como una villa para poder pasar el verano con su familia. Asimismo la zona sur sirvió desde entonces como panteón real, estando allí enterrados cinco reyes de Grecia. Durante los accidentados reinados de sus sucesores Constantino I, Alejandro I y Jorge II, la finca y sus edificios sufrieron varias vicisitudes, desde reformas y modernizaciones a incendios y saqueos.
A partir de 1948, con el reinado de Pablo I, Tatoi experimentó una segunda edad de oro al convertirse en la residencia habitual de la familia real griega. Tras la abolición de la monarquía por la dictadura de los coroneles en 1973, Tatoi ha sido el objeto de una larga contienda entre el entonces rey Constantino II y el gobierno griego. La disputa se zanjó en 2003, cuando la finca pasó a manos del Estado a cambio de una indemnización a la antigua familia real. Paralelamente, desde 1973, también ha habido una fuerte controversia sobre el estado de abandono en que se encontraba Tatoi y los bienes allí contenidos, así como la inacción de las autoridades griegas respecto a su conservación y difusión pública.

## Historia

### De la Antigüedad a 1872
En tiempos de la Antigua Grecia la zona a los pies del monte Parnés estaba ocupada por el demo ático de Decelia. En el año 413 a. C., durante la guerra del Peloponeso, los espartanos comandados por el rey Agis II fortificaron la zona para poder observar la llanura que se extendía desde Atenas hasta el mar. Los restos de dichas fortificaciones aún se conservan.
Más tarde durante el periodo otomano, la zona estuvo ocupada por molinos, capillas y asentamientos habitados sobre todo por albaneses. La región se encontraba cruzada, ya desde tiempos antiguos, por la carretera que conducía de Atenas a Calcis.
En 1842, después de la independencia del reino de Grecia, el fanariota Scarlatto Soutzo adquirió gran parte de las fincas de la zona y las renombró "Tatoi". En esa época se construyó una modesta casa de una sola planta para la familia, además de un molino en la colina este y pequeñas granjas y edificios agrícolas. En agosto de 1843, la reina Amalia, esposa de Otón I, visitó la finca de Tatoi, quedando impresionada por su belleza agreste. Casi veinte años después, el 6 de abril de 1865, el rey Jorge I fue también invitado a Tatoi por Scarlatto Soutzos, que era el Mariscal de la Corte. El monarca durmió en la finca una noche, antes de partir para Calcis como parte de su tour por Grecia.

### Jorge I y la primera edad de oro (1872-1913)
En 1870, el arquitecto real Ernst Ziller, conocedor que el monarca buscaba un lugar donde construir su residencia veraniega sugirió la finca de Tatoi. No solo Soutzos estaba deseoso de venderla, sino que además la finca se encontraba cerca de Atenas, bien comunicada, con abundante agua y un clima benigno. Dos años después, el 15 de mayo de 1872, Jorge I adquirió la propiedad de Tatoi, cuya extensión era de 4.000 acres. Durante los siguientes años y hasta 1891 varias otras fincas circundantes fueron adquiridas, con lo que la propiedad real llegó a alcanzar los 11.857 acres.

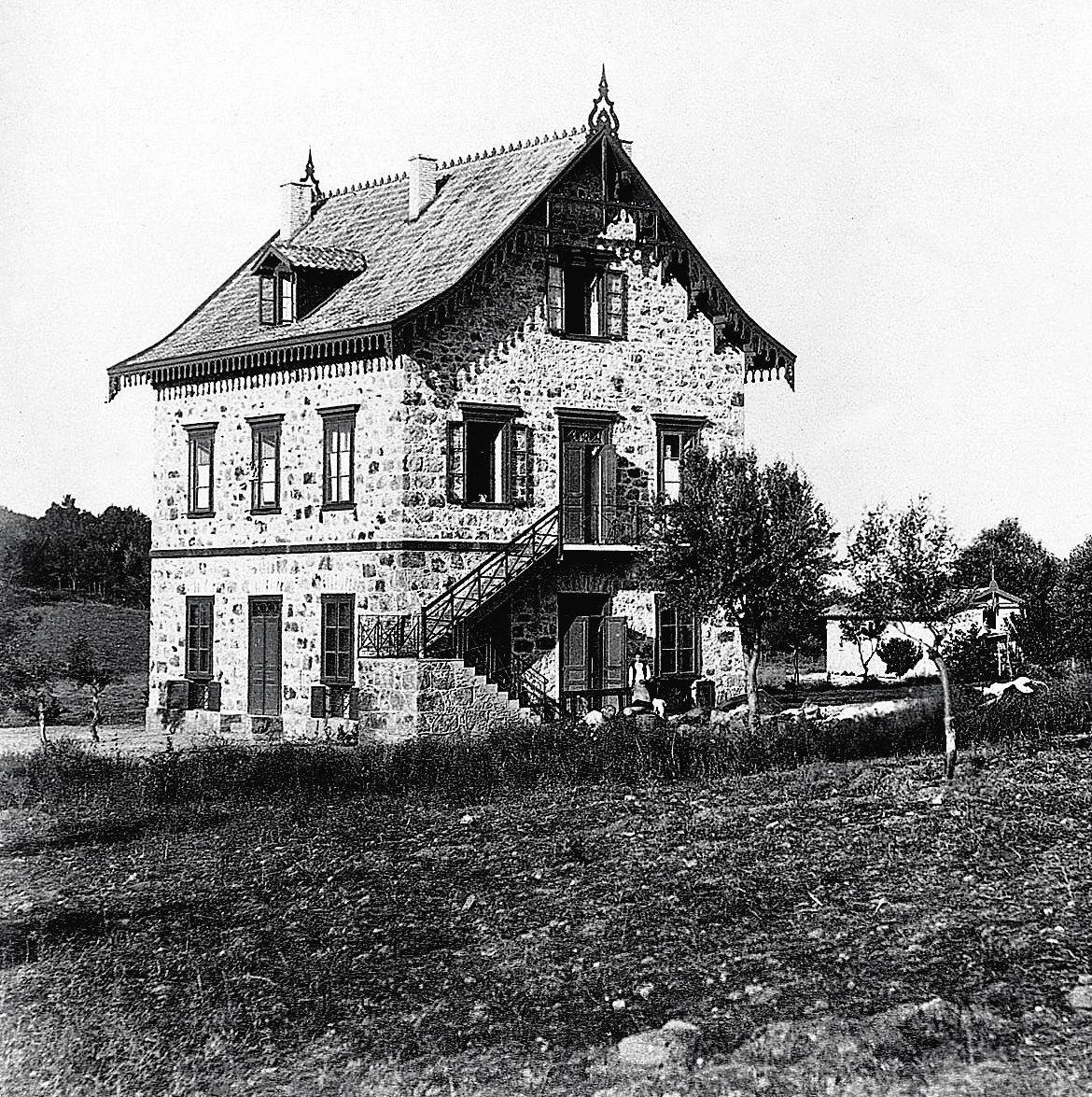
El Hotel Tatoion.

Inmediatamente, Jorge I empezó a implementar medidas para que Tatoi fuera una finca rentable y autosuficiente: se inició una campaña de reforestación, se construyeron nuevas infraestructuras como molinos y puentes, se canalizó el agua y se excavaron pozos, se implantaron sistemas de riego y se trazaron cortafuegos. Asimismo se plantaron viñedos y olivares. Entre los edificios de esta primera etapa (1872-1900) diseñados por el joven arquitecto Savvas Boukis destacaron la Casa del Director, la Casa de los Maestros Reales, el encantador Hotel "Tatoion" o la Torre del Reloj, que de antiguo molino se convirtió en una torre neomedieval donde se exponían los restos arqueológicos de la antigua Decelia encontrados en la propiedad.

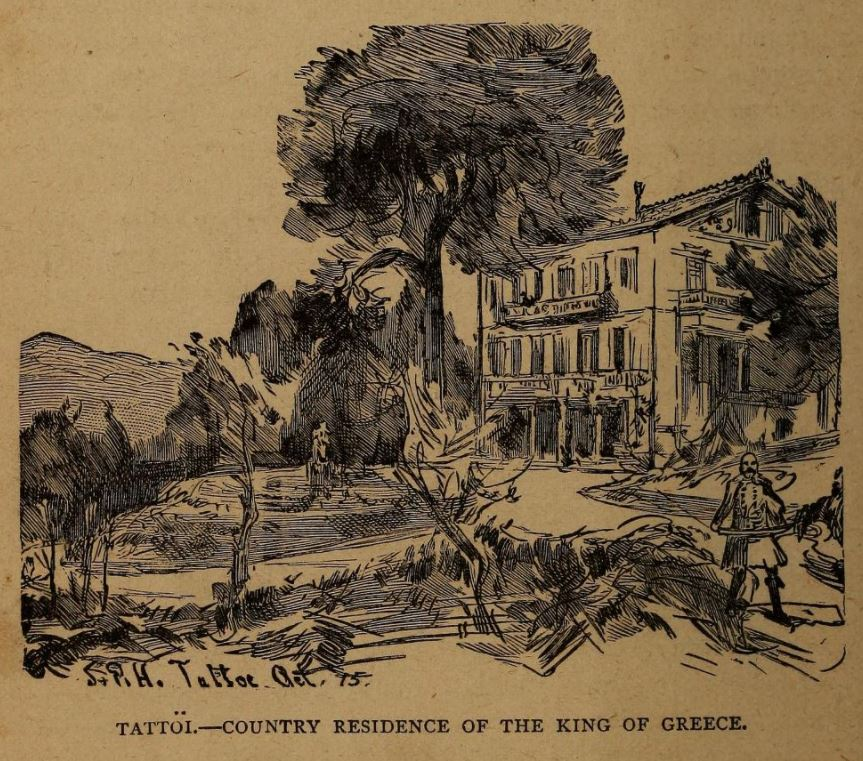
El Palacio Viejo o de Constantino edificado por Ernst Ziller.

Ernst Ziller fue el responsable de construir la primera villa real, una edificación de estilo neoclásico con elementos pintorescos de chalet suizo. Se trataba de una construcción rectangular, de aspecto romántico, elevada sobre una base de sólidas piedras y con un tejado picudo. La edificación, que luego se conocería como Palacio Viejo, fue terminada en abril de 1874. A su alrededor se construyó un edificio para el servicio, la capilla del Profeta Elías conectada con la villa a través de una pérgola con enredaderas, y dos establos.

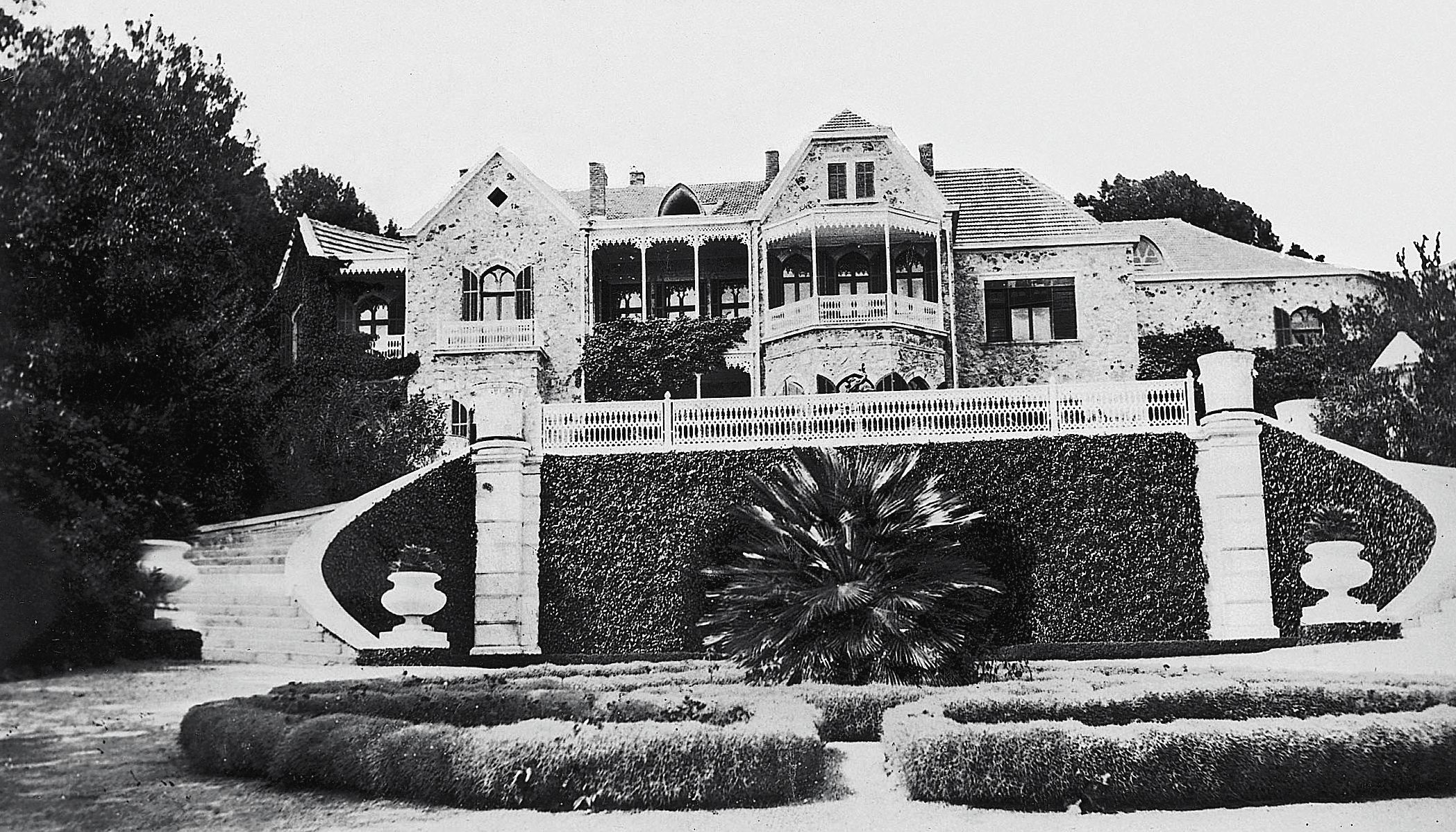
El nuevo Palacio Real de Tatoi.

Deseosos de edificar una residencia real más amplia en Tatoi, en 1880, Jorge y su esposa Olga, hija del gran duque Constantino Nicoláyevich y nieta del zar Nicolás I, enviaron a Savvas Boukis a San Petersburgo con estrictas instrucciones de copiar uno de los palacios de Peterhof. La pareja real se fijó en el palacio Ferme (Фермерский дворец, "granja" en francés) edificado por Andréi Stackenschneider entre 1838-39 y 1858-1859 como residencia veraniega del futuro zar Alejandro II. Se desconoce qué impulsó a los soberanos griegos a inspirarse en ese palacio ruso, seguramente su aspecto campestre, puesto que la reina Olga parece que jamás residió en él. La construcción del Palacio Real de Tatoi tuvo lugar de 1884 a 1886 y la decoración y los jardines se terminaron en 1889, inaugurándose el palacio el 18 de mayo de ese año.

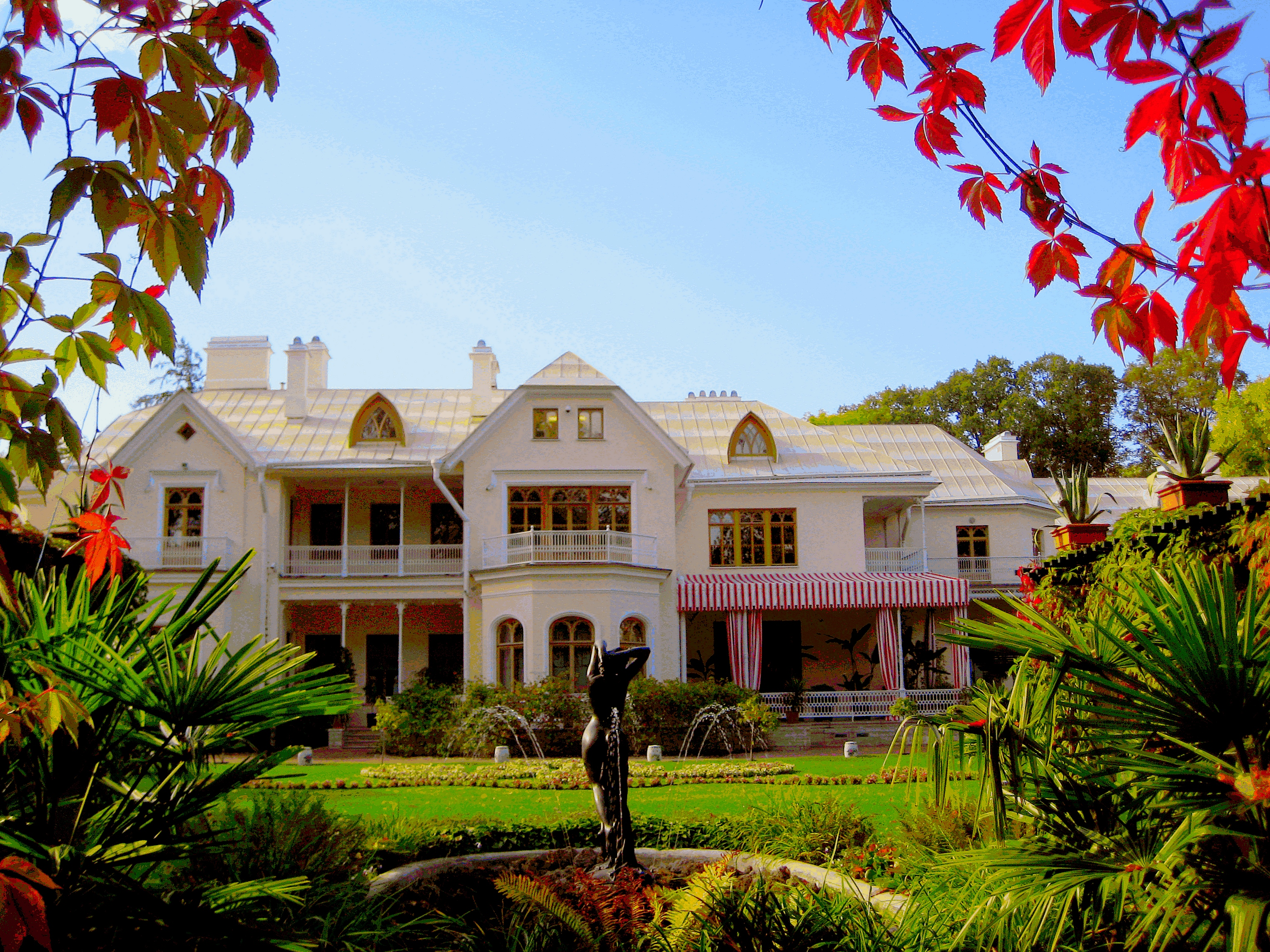
Fachada del palacio Ferme en Peterhof.

El mismo año en que se terminaba el nuevo palacio real, el Palacio Viejo de Ziller fue aumentado con un segundo piso y pasó a ser habitado por el príncipe heredero Constantino y su nueva esposa la princesa Sofía de Prusia. Desde entonces recibió el nombre de Palacio de Constantino o Palacio de Príncipe Heredero.
Por último, en el extremo sur de la propiedad, la colina de Palaiokastro (antigua acrópolis de Decelia) fue escogida como panteón real de la recién fundada dinastía tras la muerte al nacer de la princesa Olga en 1880. El arquitecto Anastasios Metaxas edificó a partir de 1889 la iglesia de la Resurrección, copia de una iglesia medieval de Atenas.
Tatoi se convirtió en la residencia favorita de la familia real, habitada en primavera y verano, pues las residencias de invierno eran el Palacio Real de Atenas y el Palacio del Príncipe Heredero. Asimismo, al contrario que las anteriores, que eran propiedad estatal, Tatoi era una propiedad privada de Jorge I. Las jornadas del familia real en el lugar solían ser una mezcla de refinamiento y simplicidad, donde la etiqueta se reducía y el séquito se limitaba a unos poco edecanes y damas de compañía. Frecuentemente sirvió para recibir a visitantes ilustres, como el príncipe de Montenegro de 1899, el rey Vittorio Emanuele III de Italia en 1907 o el rey Eduardo VII de Reino Unido el mismo año. No obstante, las celebraciones más importantes en el palacio solían ser el santo de la reina (11 de julio) y su aniversario (22 de agosto).
En 1909, a raíz del fuego que sufrió el Palacio Real de Atenas, la familia real se vio obligada a residir por primera vez en Tatoi durante el invierno, cosa que demostró que no era una residencia ni adaptada al clima invernal ni capaz de alojar a la corte al completo, pero las obras de mejora tuvieron que posponerse debido a las Guerras Balcánicas (1912-1913). Tras el asesinado de Jorge I en Salónica el 5 de marzo de 1913, la propiedad fue heredara por su hijo Constantino, aunque la reina madre Olga se guardó el usufructo del Palacio Real. El difunto monarca fue enterrado en el panteón real situado al sur de la finca.

### Constantino I, el incendio de 1916 y la República (1913-1935)
Los nuevos soberanos Constantino I y Sofía encargaron sobre todo obras de carácter práctico en la propiedad, se añadió el Ala del Personal (1913-14) detrás del Palacio de Constantino y la vieja Botica Real fue transformada en la Casa del Mayordomo. La reina Sofía, por su parte, se encargó de mejorar los jardines.

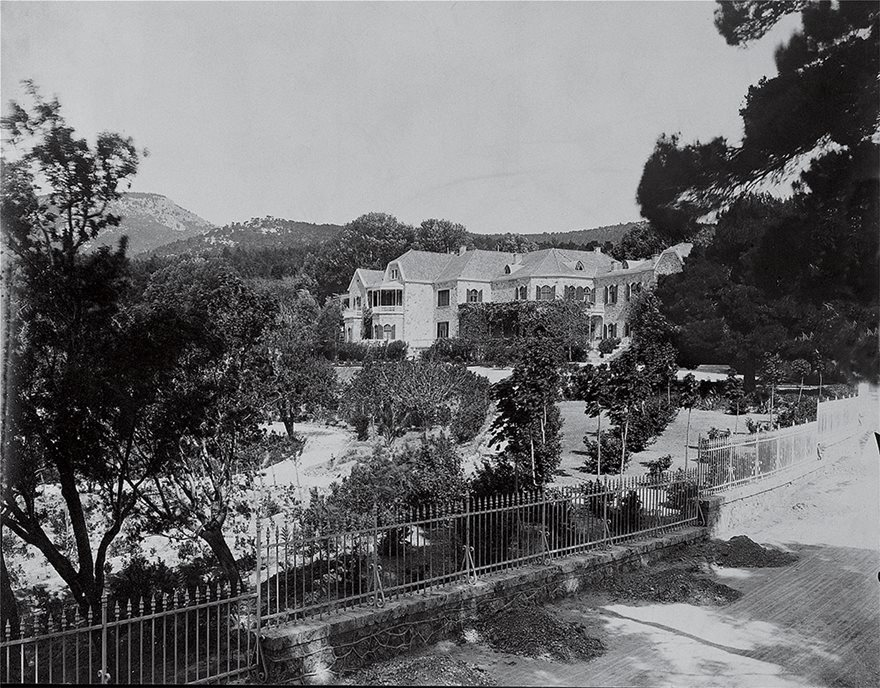
El Palacio Real de Tatoi y el jardín circundante.

En la turbulenta época de la Primera Guerra Mundial, la sociedad griega se vio fracturada a raíz del Cisma Nacional, la posición que se debía tomar en relación con el conflicto. El rey favorecía la neutralidad, mientras que el primer ministro Eleftherios Venizelos entrar en la guerra al lado de los Aliados, los cuales acusaban a Constantino I de progermano por estar casado con la hermana menor del emperador Guillermo II. En ese contexto se produjo el devastador incendio del 30 de junio de 1916, que destruyó gran parte de la propiedad de Tatoi. Dos tercios del bosque se quemaron, además de importantes edificios como la capilla del Profeta Elías, los establos reales, la Torre del Reloj o el propio Palacio de Constantino, del que el monarca escapó in extremis. Nueve personas perdieron la vida en el siniestro, además de casi toda la fauna y los animales estabulados. Aunque se acusó a agentes extranjeros (sobre todo franceses) de haber provocado el incendio, lo más probable es que fuera a causa de la ola de calor que sufrió Grecia ese verano.
No hubo tiempo para reformas ni reparaciones, apenas un año después los Aliados expulsaron a Constantino I del trono y nombraron rey a su hijo menor Alejandro I. El corto reinado del nuevo monarca terminó accidentalmente en Tatoi, cuando la mordedura de un mono le provocó una terrible infección y la muerte el 25 de octubre de 1920. Constantino I fue de nuevo llamado al trono mediante un referéndum popular, pero tuvo que abdicar de nuevo en 1922 tras la desastrosa derrota en la guerra greco-turca. Su hijo Jorge II le sucedió, hasta que fue depuesto en 1924 y en Grecia se proclamó la Segunda República Helénica.
El nuevo régimen republicano cuidó de la propiedad de Tatoi, confiscada al rey y transferida a la Oficina del Patrimonio del Estado. Bajo la dirección del guardabosque Vasilios Drouvas la finca se fue recuperando de los estragos de la última década. Se plantaron nuevos árboles, de mejoraron los cortafuegos y se impuso un reglamento más estricto al personal y agricultores; a principios de los años treinta, la finca de Tatoi volvía a ser rentable. Paralelamente, un orfanato se instaló en los edificios del servicio y el Palacio Real sirvió de residencia presidencial veraniega, aunque solo fue usada por Alexandros Zaimis.

### Jorge II, las reformas y los saqueos (1935-1947)

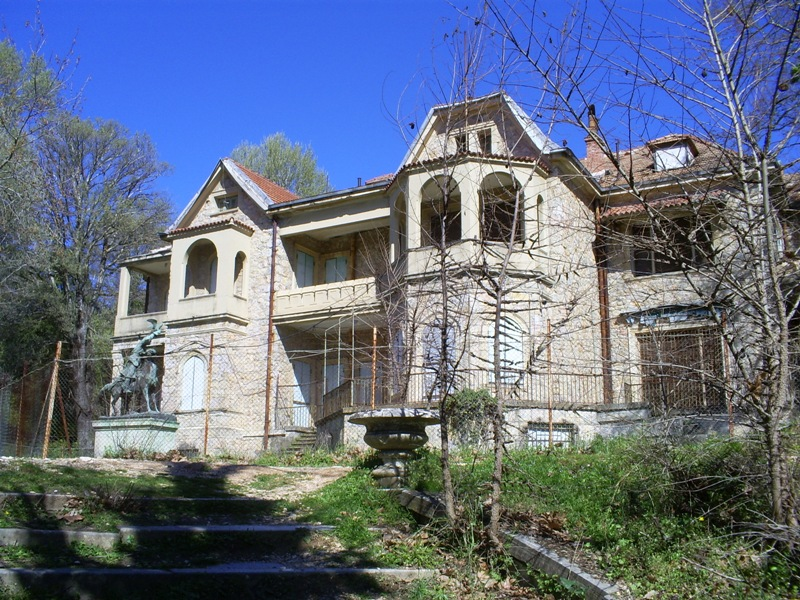
La nueva fachada del Palacio Real tras las reformas de Jorge II.

Con el golpe de Estado del general Georgios Kondilis en 1936 y el derrocamiento del régimen republicano, Jorge II fue llamado de nuevo al trono griego. En Tatoi se mantuvo la tendencia reformista de Drouvas, que fue mantenido en el puesto. Las holgadas finanzas de la finca le permitieron al monarca iniciar una campaña de reconstrucción de varios edificios así como la eliminación de las ruinas que aún permanecían del incendio de 1916. El arquitecto Anastasios Metaxas reconstruyó completamente las cocinas reales en un pabellón anexo y, entre 1937 y 1939, el Palacio Real fue reformado y modernizado. Se añadieron baños en todas las habitaciones, calefacción central y la fachada sufrió controvertidas modificaciones. Las elaboradas decoraciones y los elegantes balcones de hierro forjado de época de Jorge I fueron eliminados en pro de arcos y almenas hechos en hormigón y de estética más depurada. El edificio perdió, por lo tanto, su exuberante apariencia neogótica.
Paralelamente, gran parte de la propiedad fue cerrada al público y el 22 de noviembre de 1936, los restos de los reyes Constantino I y Sofía y de la reina madre Olga, originalmente enterrados en Florencia, fueron reinhumados en el cementerio real.
Durante la II Guerra Mundial, los alemanes ocuparon el país, y la familia real tuvo que partir al exilio. El Palacio Real fue sellado, pero las tropas de ocupación hicieron uso de varios edificios auxiliares. El administrador Drouvas tuvo que hacer frente a frecuentes confiscaciones y a la quema de árboles para combustible por parte de los alemanes. A partir de la primavera de 1944, aparecieron las guerrillas vinculadas al EAM-ELAS. En este periodo de anarquía, las guerrillas robaron con frecuencia las provisiones de los almacenes y los establos. Previendo males peores, el jefe de la lista civil trasportó los objetos más preciados al Palacio Real de Atenas. Antes de retirarse al norte, el Ejército Popular de Liberación Nacional saqueó Tatoi en dos ocasiones, el Día de Navidad de 1944 y en Epifanía de 1945, además de ejecutar a varios opositores. Por último, entre el 1 y el 3 de agosto de 1945, la finca sufrió un nuevo y devastador incendio, esta vez provocado, y de nuevo tuvo que ser abandonada.

### Pablo I y la segunda edad de oro (1947-1964)
Tras el retorno de la familia real en 1946, y pese a la guerra civil griega, la finca de Tatoi se fue recuperando progresivamente gracias al infatigable Drouvas (fallecido en 1961) y a los fondos del UNRRA. De 1948 a 1954 se reconstruyeron gran parte de los edificios agrícolas y de producción, destacando la granja de cerdos, el nuevo establo, la lechería y la vaquería.
A partir de finales de 1948, Tatoi se convirtió en la residencia permanente de los reyes Pablo I y Federica, mientras que el Palacio Real de Atenas se usó para recepciones y asuntos oficiales. Siendo Tatoi una residencia privada, en ella la familia real vivía de forma burguesa y familiar, y allí crecieron los tres hijos de la pareja real, Sofía, Constantino e Irene. Con frecuencia, no obstante, la familia real solía invitar a almorzar a visitantes ilustres extranjeros o a personalidades griegas del ámbito de las ciencias o la cultura. En verano, la familia solía trasladarse a Petalioi y, a partir de 1956, a la villa Mon Repos de Corfú.
Entre las modificaciones más destacadas en esa época cabe destacar: la creación de una sala de cine en el sótano del Palacio Real en 1953; o la nueva piscina en los jardines y los invernaderos para verduras entre 1955-56.
El 6 de marzo de 1964, Pablo I falleció en el palacio, concluyendo la segunda edad de oro de Tatoi. 

### Constantino II y el epílogo (1964-1974)
Tras el ascenso al trono de Constantino II, el palacio de Tatoi fue el escenario de algunas de las ceremonias de su boda con la princesa Ana María de Dinamarca en septiembre de 1964. Notablemente, tres recepciones que congregaron cada una a 2200 personas y que reunieron a todas las clases sociales. Fueron los últimos fastos en el palacio. A partir de 1965, los embarazos de la reina y la crisis política griega limitaron las reuniones sociales en Tatoi, aunque se mantuvieron los almuerzos a personalidades y las visitas de monarcas extranjeros. Desde 1966, las festividades del Domingo de la ortodoxia tuvieron lugar en Tatoi en vez de en la catedral de Atenas.
El 21 de abril de 1967 en Tatoi, pasadas la una de la madrugada, el rey Constantino II fue alertado del golpe de Estado liderado por los coroneles del ejército y de que la finca real había sido rodeada por tanques y las comunicaciones cortadas. El monarca fue forzado a aceptar el nombramiento de una nueva junta militar. El 13 de septiembre del mismo año, Constantino II y su familia abandonaron Tatoi para liderar un contragolpe en Tesalónica. Nunca regresarían a Tatoi, viéndose forzados a exiliarse a Roma.
En 1973, la junta militar abolió la monarquía y el 5 de octubre confiscó las propiedades de Constantino II y su familia, entre ellas Tatoi (puesta bajo tutela del Ministerio de Finanzas) y Mon Repos. Se procedió a concentrar todos los bienes muebles de los palacios reales en Tatoi y a realizar un inventario completo de 400 páginas que aún es la fuente fundamental para conocer qué se confiscó a la familia real.

### La expropiación de la finca y la batalla legal (1974-2003)
Tras la caída del régimen de los coroneles y la instauración de la Tercera República Helena, Tatoi comenzó un largo periodo de declive y abandono consecuencia de la enconada disputa sobre la propiedad entre la familia real griega y el gobierno.
En 1975, el gobierno del conservador Constantinos Mitsotakis otorgó a la familia real la propiedad de Tatoi, así como de otros bienes (coches. carruajes, muebles, pinturas...) provenientes de otros antiguos palacios reales y residencias privadas. Siguieron un par de décadas en las que, bajo los gobiernos del socialista Andreas Papandreou (1981-1989) y del conservador Constantinos Mitsotakis (1990-1993), se reglaron las cuestiones financieras (como el pago de impuestos) y se delimitaron las áreas de Tatoi que pasarían a ser un parque nacional de propiedad estatal. En 1991, finalmente, Constantino II fue autorizado a recuperar los bienes (pinturas, muebles y memorabilia) que se encontraban en el palacio. No obstante en 1993, ante las críticas de la oposición y en un contexto de campaña electoral, el permiso fue revocado, aunque los bienes más preciados ya habían sido empaquetados en nueve contenedores con casi 2000 cajas y partido hacia Londres, lugar de residencia en el exilio de Constantino II y su familia. Parte de dichos bienes fueron subastados en Christie's en enero de 2007 con el epíteto de From the Collection of King George I of the Hellenes.
Un año después de la polémica, en 1994, el nuevo gobierno socialista de Andreas Papandréu (1993-1996) reinstauró la ley de la junta militar de 1973 por el que procedía a confiscar los bienes de nuevo, y, además, privó de nacionalidad y pasaporte a los miembros de la familia real griega. Tras recurrir a los tribunales, Constantino II y su familia acudieron en última instancia al Tribunal Europeo de Derechos Humanos, solicitando el reconocimiento de la vulneración de su derecho a la propiedad reconocido en la Declaración Universal de los Derechos Humanos de 1948. En el año 2000, el tribunal sentenció en favor de los miembros de la antigua Casa Real griega, considerando que los bienes pertenecían al soberano, a sus dos hermanas Irene y Sofía y a su tía Catalina; aunque la reina española renunció a su parte y la donó a sus hermanos.
El Tribunal Europeo de Derechos Humanos dio un plazo de dos años a las partes para que procedieran a la negociación de la devolución, pero el gobierno del socialista Costas Simitis (1996-2004) se negó a negociar. Por ello, el 28 de noviembre de 2002, el Tribunal de Estrasburgo estableció una indemnización millonaria por la confiscación del patrimonio de la antigua familia real. Se trataba de la mayor cuantía que este tribunal establecía en su historia, 13,2 millones de euros, más las costas judiciales y la indemnización por daños y perjuicios en favor de los miembros de la Casa Real griega.
Tras el pago de la cantidad, el Estado griego tomó oficialmente posesión de Tatoi el 3 de marzo de 2003.

### Propiedad del estado griego e intento de venta (2003-2020)

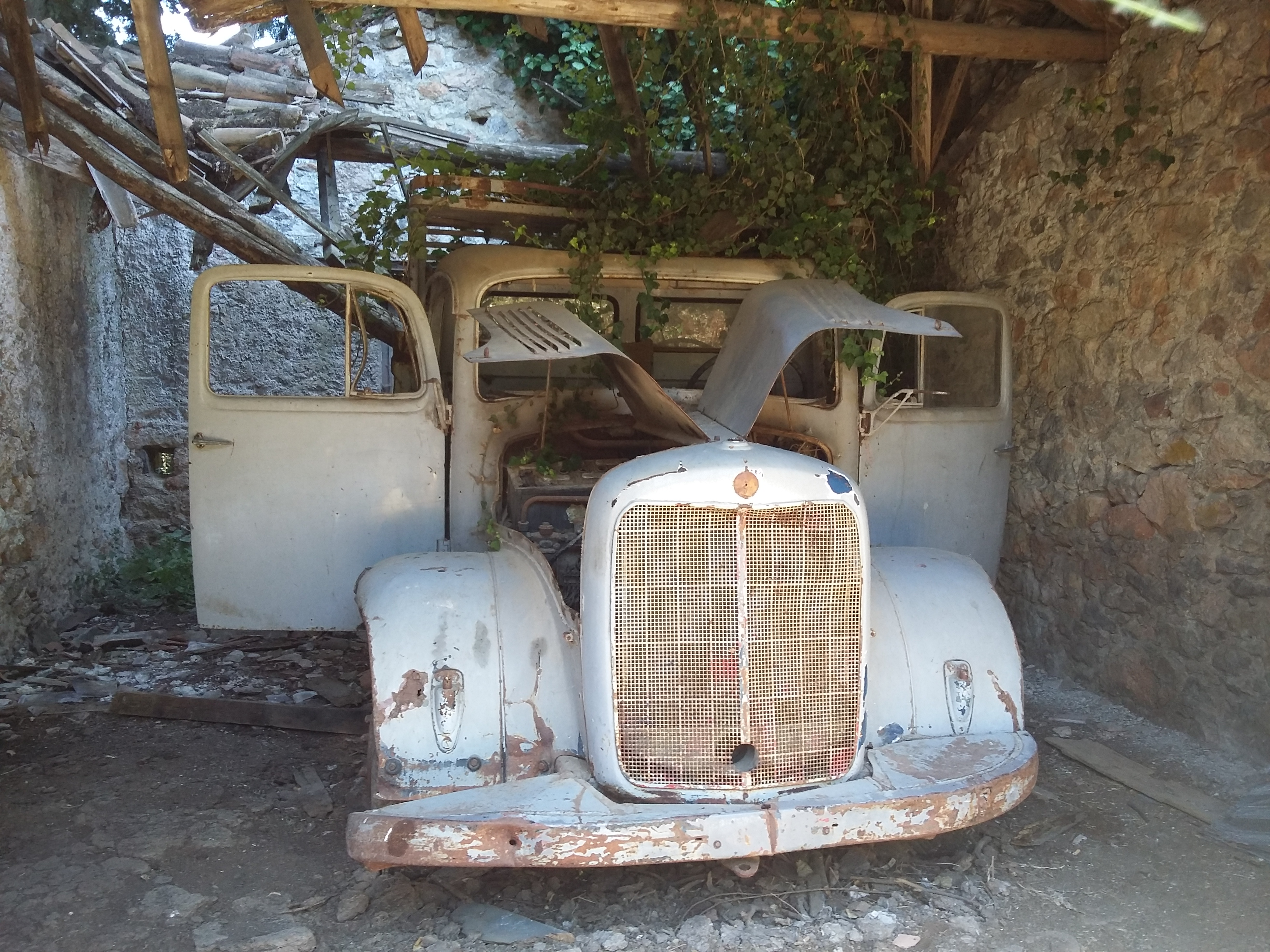
Camión abandonado en uno de los edificios de Tatoi.

Pese a la conclusión de la disputa sobre la propiedad, Tatoi no ha dejado de ser fuente de polémica. Pues, si el gobierno griego justificó la expropiación señalando que existía interés general, Tatoi ha sufrido un abandono casi total por parte de las autoridades desde 1993 y, en algunas zonas, desde 1973.
Tal abandono ha resultado en una progresiva implicación de la sociedad civil, como la investigación hecha entre 1998 y 2004 por el historiador Kostas M. Stamatopoulos sobre la evolución histórica y arquitectónica de Tatoi o la fundación en 2012 de la Asociación de Amigos de Tatoi.
La mayor polémica resultó en el año 2009, cuando un anónimo, en la sección de opinión de un periódico de tirada nacional, publicó una foto del interior del Palacio donde se veía perfectamente una habitación amueblada, con sus lámparas, sábanas, etc., como si el tiempo no hubiera transcurrido; la polémica surgió porque un año antes y para acallar críticas, las autoridades habían convocado a la prensa internacional para dar a conocer el inicio de las obras de restauración, a la vez que se mostraba cómo un grupo de trabajadores sacaba escombros, muebles viejos, frigoríficos, cuadros..., dando a entender que el Palacio estaba siendo vaciado; sin embargo, la foto acreditaba que no era del todo cierto que se estuviera restaurando.[cita requerida]
En 2009, las autoridades griegas afirmaron que habían gastado más un millón de euros en restaurar unos 3500 objetos que aún quedaban en el palacio, como pinturas, muebles, juguetes, ropa, alfombras, iconos, etc. No obstante, a finales de 2012, ante la crisis económica que sufría Grecia, el gobierno conservador de Andonis Samarás (2012-2015) determinó que Tatoi fuera incluido entre los bienes de titularidad pública, dentro y fuera de Grecia, susceptibles a ser vendidos. Sin embargo, y tras la polémica ciudadana y debido a la existencia del cementerio real, el gobierno griego dio marcha atrás y resurgió la idea de la restauración de los jardines y la finca.

### Proceso de restauración (2020-)
En 2020, el gobierno del conservador Kyriakos Mitsotakis (2019-) empezó las primeras obras de restauración y conservación preventiva. En junio del mismo año, ante la estupefacción general, se encontraron varios carruajes reales almacenados en los antiguos establos. Pese a las décadas de abandono, los carruajes históricos se encontraban en buen estado de conservación y fueron trasladados a un nuevo almacén más adecuado. Entre ellos estaba la berlina que sirvió para la boda de Juan Carlos I y Sofía de Grecia en 1962 y que, según los expertos, habría sido encargada por el conde de Chambord para la fracasada restauración de la monarquía francesa en 1873 y luego adquirido por Jorge I. En agosto también se procedió a la inspección y traslado de varios coches históricos, entre ellos cuatro Rolls Royce.
Entre el 3 y el 5 de agosto de 2021, la finca de Tatoi fue víctima de la devastadora ola de incendios que sacudió Grecia ese verano. Se quemaron más de 42.000 acres, dos contenedores que albergaban objetos históricos y cinco edificios: el Ala del Personal (1913-1914), la Casa de Mayordomo (años 1900), la Casa Sturm (años 1900), el Edificio de Comunicaciones (años 1900) y los garajes (1937-1939), la mayoría se encontraba en un estado semirruinoso debido a años de abandono. También resultó calcinado el espeso bosque alrededor del cementerio real.

## Cementerio Real de Tatoi
Se sitúa en el bosque meridional que rodea al palacio, en un terreno de 4.000 hectáreas a los pies del monte Parnés. La primera construcción, la iglesia de la Resurrección, fue edificada entre 1898 y 1900 por  el arquitecto Anastasio Metaxas y según el encargo de la reina Olga, que ya desde el fallecimiento de su hija Alejandra en 1891 había sopesado la idea de crear un cementerio dinástico. La otra construcción del cementerio es el llamado Mausoleo, edificado entre 1936 y 1940 para albergar las tumbas del rey Constantino I, su esposa la reina Sofía y el hijo de ambos Alejandro I, los restos de los dos primeros fueron traídos a Tatoi por el rey Jorge I en 1936 desde la iglesia ortodoxa rusa de Florencia.
Alrededor de estos dos edificios se encuentran las tumbas de los miembros de la dinastía real griega. 

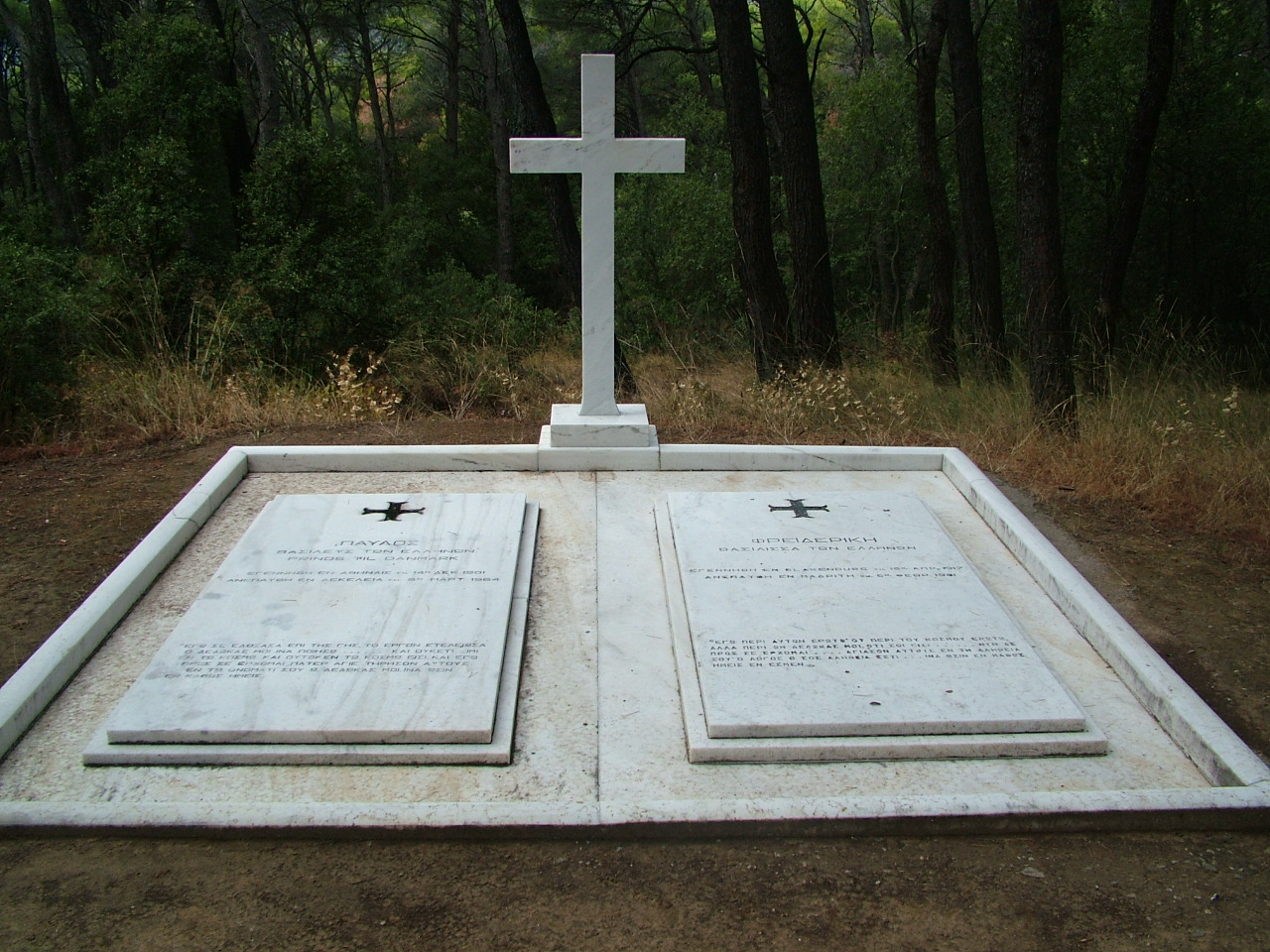
La tumba del rey Pablo I y su esposa la reina Federica.

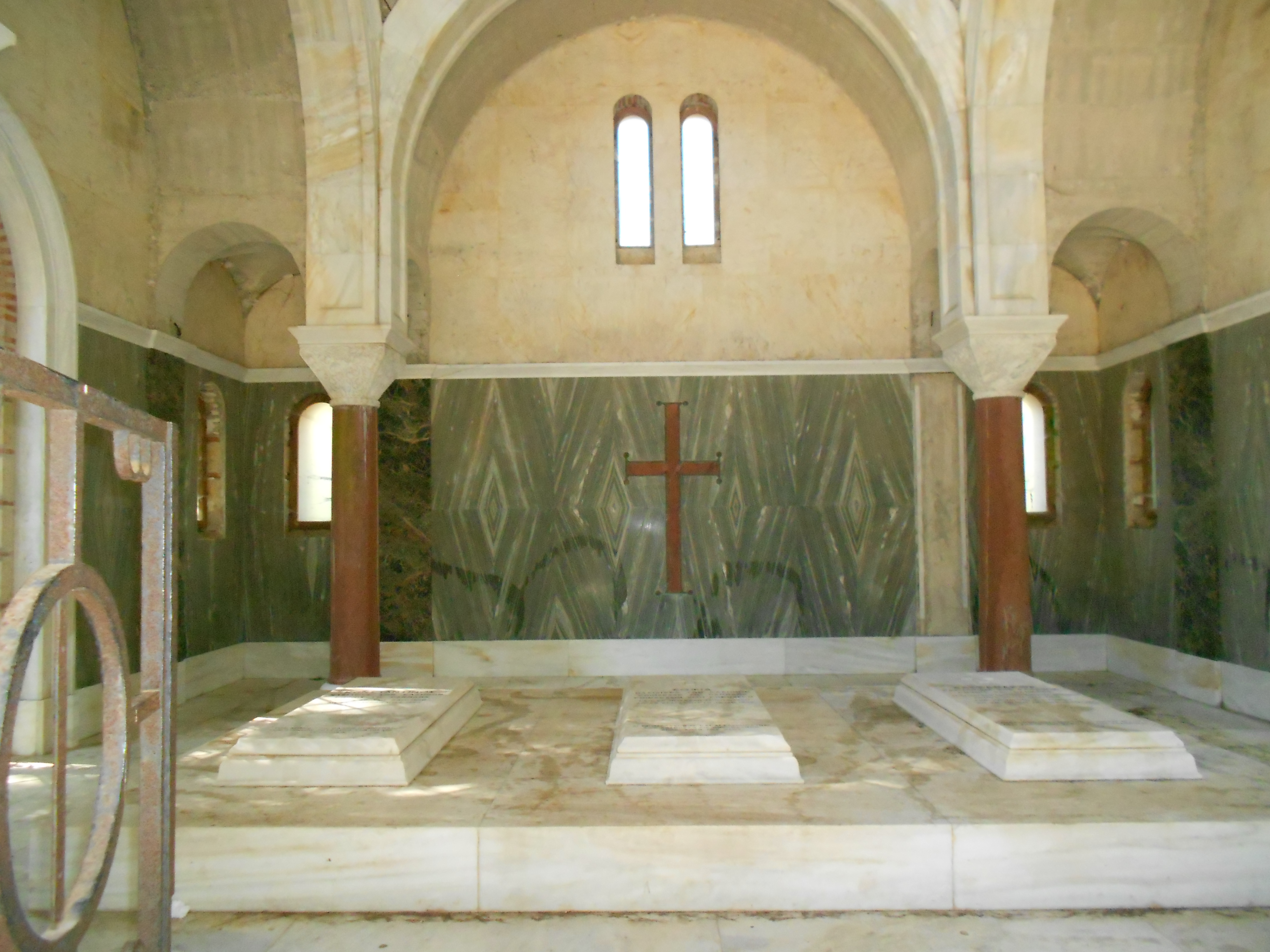
Interior del Mausoleo.

### Reyes
- Jorge I (1845-1913), rey de los helenos y príncipe de Dinamarca.
  - su esposa la gran duquesa Olga Constantínovna de Rusia (1851-1926), reina de los helenos, enterrada inicialmente en la cripta de la Iglesia Ortodoxa Rusa de Florencia, fue transferida a Tatoi en 1936.
- Constantino I (1868-1923), rey de los helenos y príncipe de Dinamarca, enterrado inicialmente en la cripta de la Iglesia Ortodoxa Rusa de Florencia, fue transferido a Tatoi en 1936.
  - su esposa la princesa Sofía de Prusia (1870-1932), reina de los helenos, enterrada inicialmente en la cripta de la Iglesia Ortodoxa Rusa de Florencia, fue transferida a Tatoi en 1936.
- Alejandro I (1883-1920), rey de los helenos y príncipe de Dinamarca.
  - su esposa Aspasia, princesa de Grecia y Dinamarca (1896-1972), enterrada inicialmente en el Cementerio de la Isla de San Michele, fue transferida a Tatoi en 1993.
- Jorge II (1890-1947), rey de los helenos y príncipe de Dinamarca.
- Pablo I (1901-1964), rey de los helenos y príncipe de Dinamarca. Padre de la reina Sofía de España.
  - su esposa la princesa Federica de Hannover (1917-1981), duquesa de Brunswick y Luneburgo y reina de los helenos. Madre de la reina Sofía de España.
- Constantino II (1940-2023), último rey de los helenos y príncipe de Dinamarca. Hermano de la reina Sofía de España, es hasta la fecha, el último en ser enterrado en el cementerio real.

### Príncipes y princesas
- la princesa Olga de Grecia y Dinamarca (1880), fue la primera miembro de la familia real griega en ser enterrada en el recién inaugurado cementerio real.
- el príncipe Nicolás de Grecia y Dinamarca (1872-1938), hermano de Constantino I.
  - su esposa la gran duquesa Elena Vladímirovna de Rusia (1882-1957).
- la princesa Alejandra de Grecia y Dinamarca, Gran Duquesa de Rusia (1870-1891) - (esposa del Gran Duque Pablo Aleksandrovich de Rusia), enterrada inicialmente en la Catedral de San Pedro y San Pablo de San Petersburgo, fue transferida a Tatoi en 1940.
- la princesa María de Grecia y Dinamarca, Gran Duquesa de Rusia (1876-1940) - (esposa del Gran Duque Jorge Mikhailovich de Rusia).
  - su segundo esposo el almirante Pericles Ioannidis (1881-1965).
- el príncipe Andrés de Grecia y Dinamarca (1882-1944), padre del príncipe Felipe, duque de Edimburgo.
- el príncipe Cristóbal de Grecia y Dinamarca (1888-1940), padre del príncipe e historiador Miguel de Grecia y Dinamarca.
  - su esposa la princesa Francisca de Orleans (1902-1953).
- el príncipe Jorge de Grecia y Dinamarca (1869-1957).
  - su esposa la princesa María Bonaparte, princesa Napoleón (1882-1962).
- la princesa Alejandra de Grecia (1921-1993), princesa de Dinamarca y la última reina de Yugoslavia. En 2013 sus restos fueron transferidos a la Iglesia de San Jorge, en Oplenac, Serbia.
- la princesa Catalina de Grecia, Lady Brandram (1913-2007), princesa de Dinamarca y esposa de Richard Brandram.